# شونجي ياتسوشيرو
شونجي ياتسوشيرو (باليابانية: 八代俊二؛ بالكانا: やつしろ しゅんじ) هو متسابق دراجات نارية ياباني. نافس في سباقات بطولة العالم لفئة 500 سي سي.
Semua